# Ангиция
Ангиция (или Анкиция, лат. Angitia, Ancitia) — в италийской мифологии богиня-целительница, связанная со змеями. Вергилий вспоминает Ангитийскую рощу и волны Фуцина, рассказывая о заклинателе змей Умброне из Маррувия. Ангитию, дочь Ээта, упоминает также Силий Италик.
Согласно Целию Антипатру, Ангиция — одна из трёх дочерей Ээта, сестра Медеи и Кирки, которая жила в роще у озера, была колдуньей (заклинаниями убивала змей) и почиталась как богиня. Сервий отождествляет её с самой Медеей, которая во время своего путешествия из Колхиды прибыла с Ясоном в Италию и научила местных жителей, обитавших близ Фуцинского озера, лекарствам от змеиного яда, и производит её имя от латинского angerent (сдавливать, теснить, то есть она своими песнями мешала змеям), хотя очевидна и близость с лат. anguis, «змея», отчего в некоторых рукописях её называют Anguitia. Её имя упомянуто в нескольких латинских надписях (причём иногда во множественном числе — Ангитии).